# Dabou
Dabou är en ort i Elfenbenskusten. Den är distrikthuvudort för distriktet Lagunes och är belägen vid Ébriélagunen, väster om Abidjan, i den södra delen av landet, 190 km sydost om huvudstaden Yamoussoukro. Folkmängden uppgår till cirka 60 000 invånare.